# Федосєєв Петро Миколайович
Петро Миколайович Федосєєв (22 серпня 1908, село Старинське Сергацького повіту Нижньогородської губернії, тепер Пільнинського району Нижньогородської області, Росія — 18 жовтня 1990, місто Москва) — радянський партійний ідеолог, філософ, академік, віцепрезидент АН СРСР, директор Інституту марксизму-ленінізму при ЦК КПРС. Член ЦК КПРС у 1961—1989 роках. Депутат Верховної Ради СРСР 6—11-го скликань. Доктор філософських наук (1941), професор (1941). Член-кореспондент Академії наук СРСР по відділенню історії і філософії (4.12.1946). Академік Академії наук СРСР по відділенню економічних, філософських і правових наук (16.06.1960). Почесний член Академії наук Угорщини, член Академії наук Болгарії, член Академії наук Німецької Демократичної Республіки, член Академії наук Чехословаччини. Голова Правління Товариства радянсько-угорської дружби (з 1958 року). Герой Соціалістичної Праці (21.08.1978).

## Життєпис
Народився в селянській родині.
У 1930 році закінчив суспільно-економічне відділення педагогічного факультету Нижньогородського педагогічного інституту.
У 1930—1933 роках — викладач філософії Нижньогородського (Горьковського) медичного інституту.
У 1933—1936 роках — аспірант Московського історико-філософського інституту.
У 1936—1941 роках — науковий співробітник, вчений секретар, заступник директора Інституту філософії Академії наук СРСР.
Член ВКП(б) з 1939 року.
З 1941 року — в апараті ЦК ВКП(б). З 1942 по 17 вересня 1947 року — 1-й заступник начальника Управління пропаганди і агітації при ЦК ВКП(б). Одночасно у 1945 — 20 липня 1949 року — головний редактор журналу «Большевик».
У 1950—1954 роках — інспектор ЦК ВКП(б) (КПРС), одночасно завідувач кафедри діалектичного матеріалізму Вищої партійної школи при ЦК ВКП(б) (КПРС).
У 1954—1955 роках — головний редактор журналу «Партийная жизнь».
У 1955—1962 роках — директор Інституту філософії Академії наук СРСР. У 1958—1962 роках — академік-секретар відділення економічних, філософських і правових наук Академії наук СРСР.
З 29 червня 1962 по 17 травня 1967 року — віцепрезидент Академії наук СРСР. У 1962—1965 роках — академік-секретар відділення філософії Академії наук СРСР.
У 1967—1973 роках — директор Інституту марксизму-ленінізму при ЦК КПРС.
З 28 травня 1971 по 27 вересня 1988 року — віцепрезидент Академії наук СРСР.
Указом Президії Верховної Ради СРСР від 21 серпня 1978 року за великі заслуги в розвитку суспільних наук, активну громадсько-політичну діяльність і в зв'язку з сімдесятиріччя з дня народження Федосєєву Петру Миколайовичу присвоєно звання Героя Соціалістичної Праці з врученням ордена Леніна і золотої медалі «Серп і Молот».
З 1988 року — радник президії Академії наук СРСР.
Проживав у Москві. Помер 18 жовтня 1990 року. Похований в Москві на Новодівочому цвинтарі.

### Наукові праці
Автор низки наукових праць з проблем історичного матеріалізму, наукового комунізму, наукового атеїзму, критики буржуазної філософії і соціології.
- «Як виникло людське суспільство» (М., 1934)
- «Марксизм-ленінізм про релігію і її подолання» (М., 1941)
- «"Маніфест Комуністичної партії" Маркса і Енгельса та матеріалістичне розуміння історії» (М., 1948)
- «Продуктивні сили і виробничі відносини соціалістичного суспільства» (М., 1955)
- «Роль народних мас і особистості в історії» (М., 1956)
- «Соціалізм і гуманізм» (М., 1958)
- «Комунізм і філософія» (М., 1962; 2-е вид. 1971)
- «Діалектика сучасної епохи» (М., 1966; 3-е вид. 1978)
- «Марксизм і волюнтаризм» (М., 1968)
- «В. І. Ленін і питання теорії мистецтва» (М., 1968)
- «Марксизм в XX ст.» (М., 1972; 2-е вид. 1977)
- «Світогляд, філософія, наука» (М., 1979)
- «В. І. Ленін і філософські проблеми природознавства» (М., 1981)
- «Філософія і наукове пізнання» (М., 1983)

## Нагороди і звання
- Герой Соціалістичної Праці (21.08.1978)
- чотири ордени Леніна (27.04.1967; 20.07.1971; 17.09.1975; 21.08.1978)
- орден Жовтневої Революції (19.08.1983)
- орден Вітчизняної війни І ст. (23.09.1945)
- чотири ордени Трудового Червоного Прапора (20.04.1944; 10.06.1945; 8.08.1958; 19.08.1988)
- орден Сухе-Батора (Монгольська Народна Республіка, 1982)
- Золота медаль імені Карла Маркса Академії наук СРСР (1981)
- медалі
- Ленінська премія (1983)